# Gollinský vodopád
Gollinger Wasserfall je vodopád v Rakousku, ve spolkové zemi Salcbursko v horské skupině Göllgruppe v Berchtesgadenských Alpách. Jedná se o dvoustupňový vodopád s celkovou výškou 75 m.

## Vodní režim
Vodopád se nachází na potoku Schwarzbach, který vyvěrá z obrovské krasové vyvěračky v jeskyni Schwarzbachfall-Höhle v nadmořské výšce 660 m. Teplota vody je celoročně 5–6 °C. Vydatnost vyvěračky značně kolísá od 20-30 l/s v zimě a v suchých obdobích až po 15 000 - 20 000 l/s v období extrémních dlouhodobých srážek. Průměrný průtok vody za období 1999–2011 činil 1261 l/s. Spekulovalo se o propojení tohoto systému s jezerem Königssee na bavorské Berchtegadenských Alp, tato spojitost se však přes veškeré průzkumy neprokázala.

## Popis

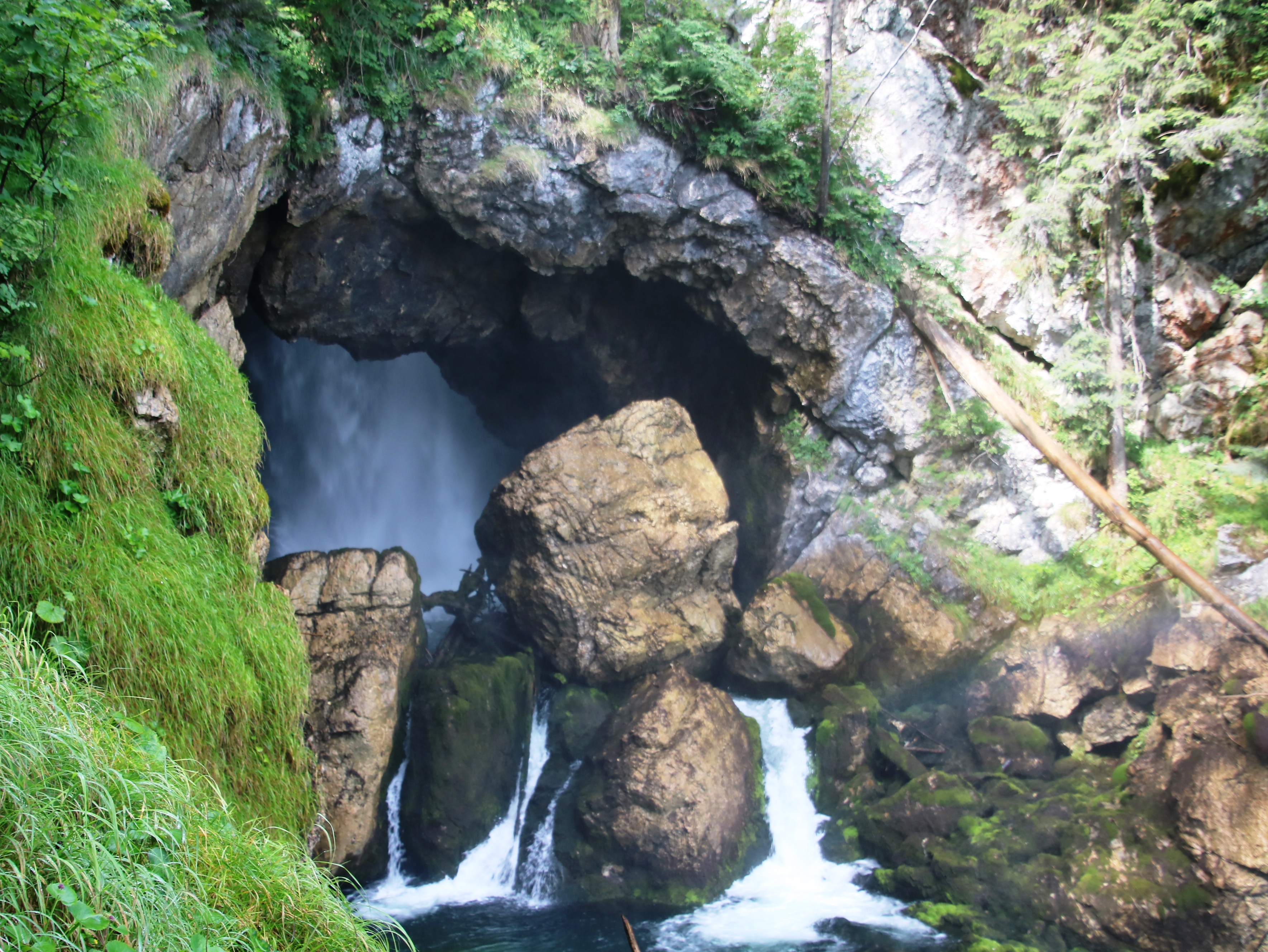
Skalní brána pod horním stupněm vodopádu

Horní stupeň vodopádu padá od jeskyně do obřího vodního kotle, odkud protéká pod přírodním skalním mostem. Dolní stupeň má výšku 25 metrů a padající voda se rozstřikuje do vějíře. Celý vodopád je zpřístupněn díky soustavě ocelových lávek, můstků a schodišť, které vedou až k vývěrové jeskyni.